# Horezu
Horezu é uma cidade da Romênia com 7.446 habitantes, localizada no judeţ (distrito) de Vâlcea.
É famosa pela sua cerâmica, que foi incluída, em 2012, na Lista do Património Cultural Imaterial da Humanidade da UNESCO, e pelo Mosteiro de Horezu, Património da Humanidade da UNESCO desde 1993.